# Duguetia flagellaris
Duguetia flagellaris Huber – gatunek rośliny z rodziny flaszowcowatych (Annonaceae Juss.). Występuje naturalnie w Peru, Ekwadorze, Kolumbii, Wenezueli, Gujanie, północnej części Boliwii oraz w Brazylii (w stanach Acre, Amazonas, Pará, Rondônia, Roraima, Maranhão i Mato Grosso). 

## Morfologia
PokrójZimozielone drzewo lub krzew dorastające do 1,5–6 m wysokości. Młode pędy są owłosione.
LiścieMają eliptyczny kształt. Mierzą 13–24 cm długości oraz 4–8 cm szerokości. Są lekko owłosione od spodu. O ostrym lub spiczastym wierzchołku.
KwiatyZebrane w wachlarzykowate kwiatostany, rozwijają się bezpośrednio na pniach i gałęziach (kaulifloria). Mierzą 5–20 cm długości. Działki kielicha mają owalny kształt i dorastają do 5–10 mm długości. Płatki mają czerwoną lub różową barwę i osiągają do 5–20 mm długości.
OwoceZebrane po około 20 w owocostany osiągające 30–45 mm średnicy.

## Biologia i ekologia
Występuje w wiecznie zielonych lasach, na terenach nizinnych.